# デニス・ドミトリエフ
デニス・ドミトリエフ（Denis DMITRIEV、1986年3月23日 - ）は、ロシアの自転車競技選手。
日本の競輪には、2014年度に短期登録選手制度で参加した。2015年度、2019年度も出場。

## 主な実績
- 2008 北京五輪 
  - ケイリン - 敗者復活戦敗退
  - スプリント- 1回戦敗者復活戦敗退（1回戦は金メダルをとったクリス・ホイとの対戦だった）
  - チームスプリント - 予選12位敗退
- 2012 ロンドン五輪
  - スプリント - 5位
  - チームスプリント - 7位
- 2016 リオ五輪
  - スプリント -  銅メダル